# Semiope
Semiope is een kevergeslacht uit de familie van de boktorren (Cerambycidae). De wetenschappelijke naam van het geslacht werd voor het eerst geldig gepubliceerd in 1869 door Pascoe.

## Soorten
Semiope omvat de volgende soorten:
- Semiope delicata Gressitt, 1959
- Semiope duni Gressitt, 1959
- Semiope femoralis Gressitt, 1959
- Semiope festiva Pascoe, 1869
- Semiope subnivea Gressitt, 1959